# Orlin Peralta
Pour les articles homonymes, voir Peralta.
Orlin Orlando Peralta Gonzales (né le 12 février 1990 à Guanaja au Honduras) est un footballeur international hondurien, qui évolue au poste de milieu de terrain.

## Biographie

### Carrière en sélection
Avec l'équipe du Honduras, il joue six matchs (pour aucun but inscrit) depuis 2012. Il figure notamment dans le groupe des sélectionnés lors de la Gold Cup de 2013 (demi-finaliste).
Il participe également aux JO de 2012. Lors du tournoi olympique, il joue quatre matchs. Son équipe atteint le stade des quarts de finale en se faisant éliminer par le Brésil.

## Palmarès
- Vainqueur du tournoi d'ouverture du championnat du Honduras 2014 avec le CD Motagua